# Epipactis leptochila
Epipactis leptochila (Godfery) Godfery 1921 es una especie de orquídeas terrestres, del género Epipactis.  Se distribuyen en las zonas templadas de Europa encontrándose en bosques y en espacios abiertos, con desarrollo bajo tierra, en suelos calcáreos. 

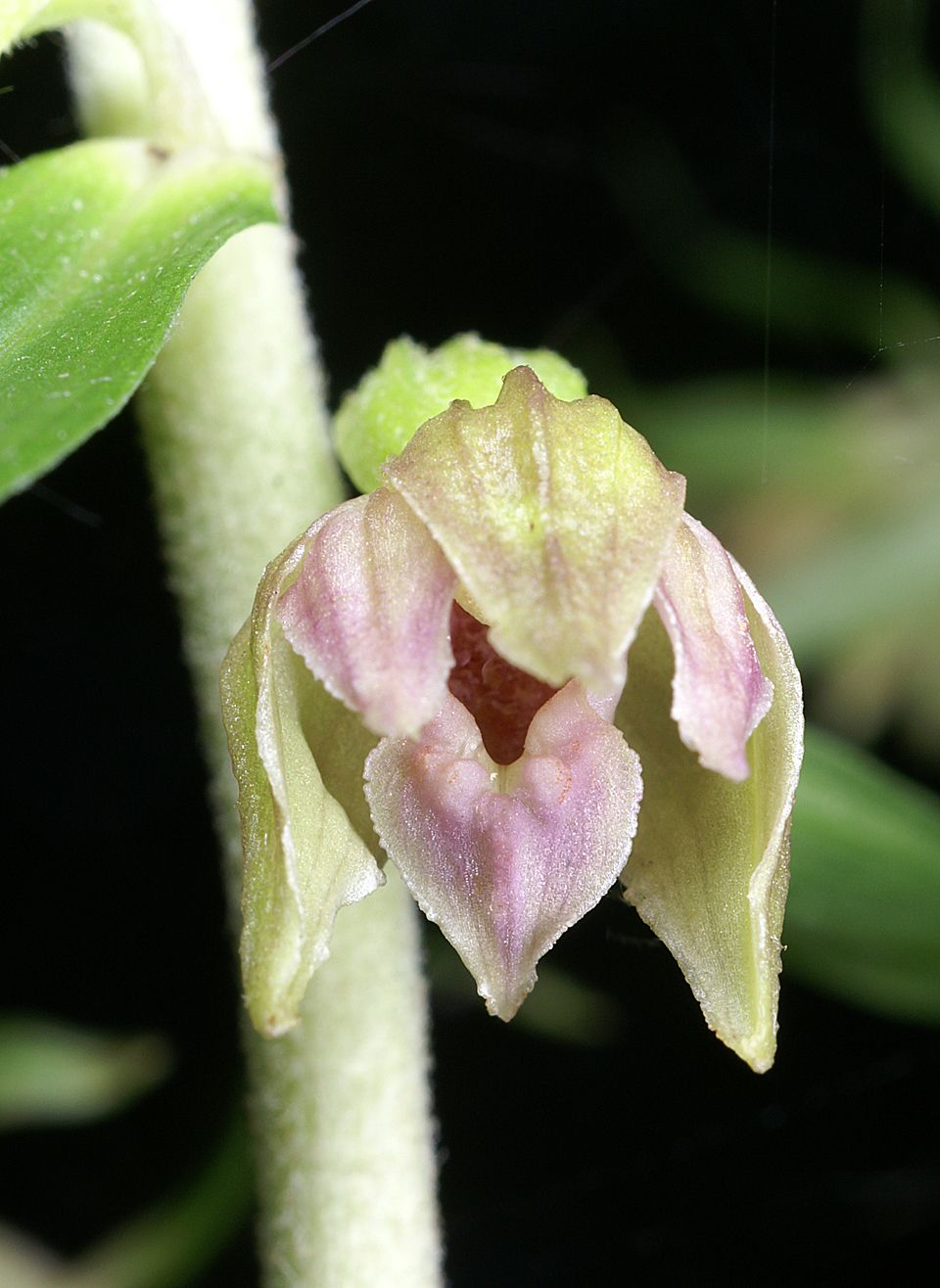
Detalle de la flor

## Descripción
Todas estas especies tienen una dependencia muy fuerte en su simbiosis con su madeja de hifas.

Sus  rizomas carnosos y rastreros, desarrollan renuevos, por lo que en la próxima primavera emerge un tallo de unos  20-70 cm de longitud.

Presentan de 4 a 8 hojas lanceoladas, alternas, que se desarrollan sucesivamente cada vez más cortas hasta cerca del extremo del tallo. Sus márgenes son enteros, el extremo picudo. Las especies con menos clorofila tienen hojas de color púrpura azulado.

La inflorescencia en racimo consta de flores simétricas bilaterales con un atrayente colorido. Los 3  sépalos y los 2 pétalos laterales son ovoides y acuminados. Su color puede variar de verde blanquecino, a verde intenso con manchas localizadas de púrpura claro a rosáceo.

El labelo está dividido por un hipoquilo con forma de bola,  con la superficie externa de un verde blanquecino y amarillo. El epiquilo de blanco es ondulado con forma de abanico.

El ovario es infero. Produce una cápsula seca con incontables semillas diminutas.

## Hábitat
Estas orquídeas se distribuyen en las zonas templadas de Europa encontrándose en bosques y en espacios abiertos, con desarrollo bajo tierra, en suelos calcáreos. 

## Taxonomía
Epipactis leptochila fue descrita por  (Godfery) Godfery y publicado en Journal of Botany, British and Foreign 59: 146 147. 1921.
Etimología
Ver: Epipactis
leptochila: epíteto latino que significa "de labelo estrecho".
Híbridos
- Epipactis × stephensonii (Epipactis helleborine × Epipactis leptochila) (Europa)

Sinonimia
- Epipactis cleistogama C.Thomas 1948
- Epipactis helleborine subsp. leptochila (Godfery) Soó 1969
- Epipactis helleborine var. rectilinguis Murb. 1891
- Epipactis leptochila subsp. dinarica S.Hertel & Riech. 2003
- Epipactis leptochila subsp. neglecta Kümpel 1982
- Epipactis leptochila subsp. peitzii (H.Neumann & Wucherpf.) Kruetz 2004
- Epipactis leptochila subsp. sancta (P.Delforge) Kreutz 2004
- Epipactis leptochila var. neglecta (Kümpel) Gévaudan 1999
- Epipactis leptochila var. neglecta (Kümpel) Gévaudan 2002
- Epipactis leptochila var. peitzii (H.Neumann & Wucherpf.) P.Delforge 2004
- Epipactis muelleri var. cleistogama (C.A.Thomas) P.D.Sell 1996
- Epipactis muelleri var. leptochila (Godfery) P.D.Sell in P.D.Sell & G.Murrell 1996
- Epipactis muelleri var. peitzii (H.Neumann & Wucherpf.) P.Delforge 1997
- Epipactis neglecta (Kümpel) Kümpel 1996
- Epipactis peitzii H.Neumann & Wucherpf. 1996
- Epipactis peitzii var. sancta P.Delforge 2000
- Epipactis sancta (P.Delforge) P.Delforge 2002
- Epipactis viridiflava U.Löw 1969
- Epipactis viridiflora var. leptochila Godfery
- Helleborine leptochila (Godfery) Druce 1925[2]

## Nombre común
- Español: "heleborina de labio estrecho"